# A161 (Russland)
Die A161 ist eine Fernstraße föderaler Bedeutung in der kaukasischen Republik Nordossetien-Alanien in Russland. Sie verlängert die Zweigstrecke der R217 Kawkas von Beslan nach Wladikawkas in Richtung der Staatsgrenze zu Georgien bei Nischni Lars. Die Straße ist Teil der Europastraße 117 und führt auf der georgischen Seite weiter als S3 in Richtung Tiflis.
Die Straße erhielt die Nummer A161 im Jahr 2010. Zuvor trug sie die Nummer A301. Früher gehörte auch der Abschnitt von Beslan nach Wladiwostok zur damaligen A301, wird aber seit den 1990er-Jahren als Zweigstrecke der damaligen M29, seit 2010 R217, geführt.

## Verlauf
00 km – Wladikawkas, Anschluss an die R217 Kawkas
33 km – Grenze zu Georgien